# ロストハーモニー
『ロストハーモニー』（Lost Harmony）は、2011年12月に劇場公開された日本映画。
当時人気モデルで名を馳せていた広瀬アリスの初主演映画。共演に吉谷彩子、高畑充希、田中美晴、柳田衣里佳、志村玲那、伊藤沙莉。
さらに人気Youtuberてんちむ、モデル・タレントの椎名ひかりも出演する学園スプラッターホラー。

## キャスト
- 広瀬アリス - 合唱部3年　宮田サナエ
- 吉谷彩子 - 合唱部3年　久保香
- 高畑充希 - 合唱部2年　上村真紀
- 伊藤沙莉 - 合唱部2年　西原瑠璃子
- 柳田衣里佳 - 合唱部2年　西郷菜々美
- 志村玲那 - 合唱部1年　鈴木愛子
- 田中美晴 - 合唱部1年　亀井しずる
- 金山一彦 - 合唱部顧問教師　夏目真司
- 松澤一之 - 合宿所の管理人　中川和雄
- 田村三郎 - 樋口
- てんちむ - ミカ
- 椎名ひかり - ユミ

## スタッフ
- 監督：土岐善將
- 脚本： 三芳和幸・谷村典子・土岐善將
- 音楽： 沢渡一樹・菅原健太郎・坪野竜也
- 製作： 岡林修平・山本奈緒
- エグゼクティブプロデューサー：佐倉寛二郎
- プロデューサー：岡林修平・山本奈緒
- キャスティング：空閑由美子
- 撮影：	千足陽一
- 美術：小坂健太郎
- 照明：原由巳
- 録音：弦巻裕
- 編集：増田嵩之
- 助監督：遠藤健一
- 製作担当：松井聡子

- 制作プロダクション：クロスメディア
- 製作：mediba
- 配給：ゴー・シネマ